# 奧澤爾內 (錫內利尼科韋區)
48°34′8″N 36°31′8″E / 48.56889°N 36.51889°E
奧澤爾內（烏克蘭語：Озерне）是位於烏克蘭中部的村莊，由第聶伯羅彼得羅夫斯克州裡錫內利尼科韋區的博希尼夫卡市鎮負責管轄。該村處於薩馬拉河左岸，分別距離盧霍韋0.5公里和奧列克桑德羅皮利3公里，海拔高度82米，2001年人口217。